# Kúpszelet

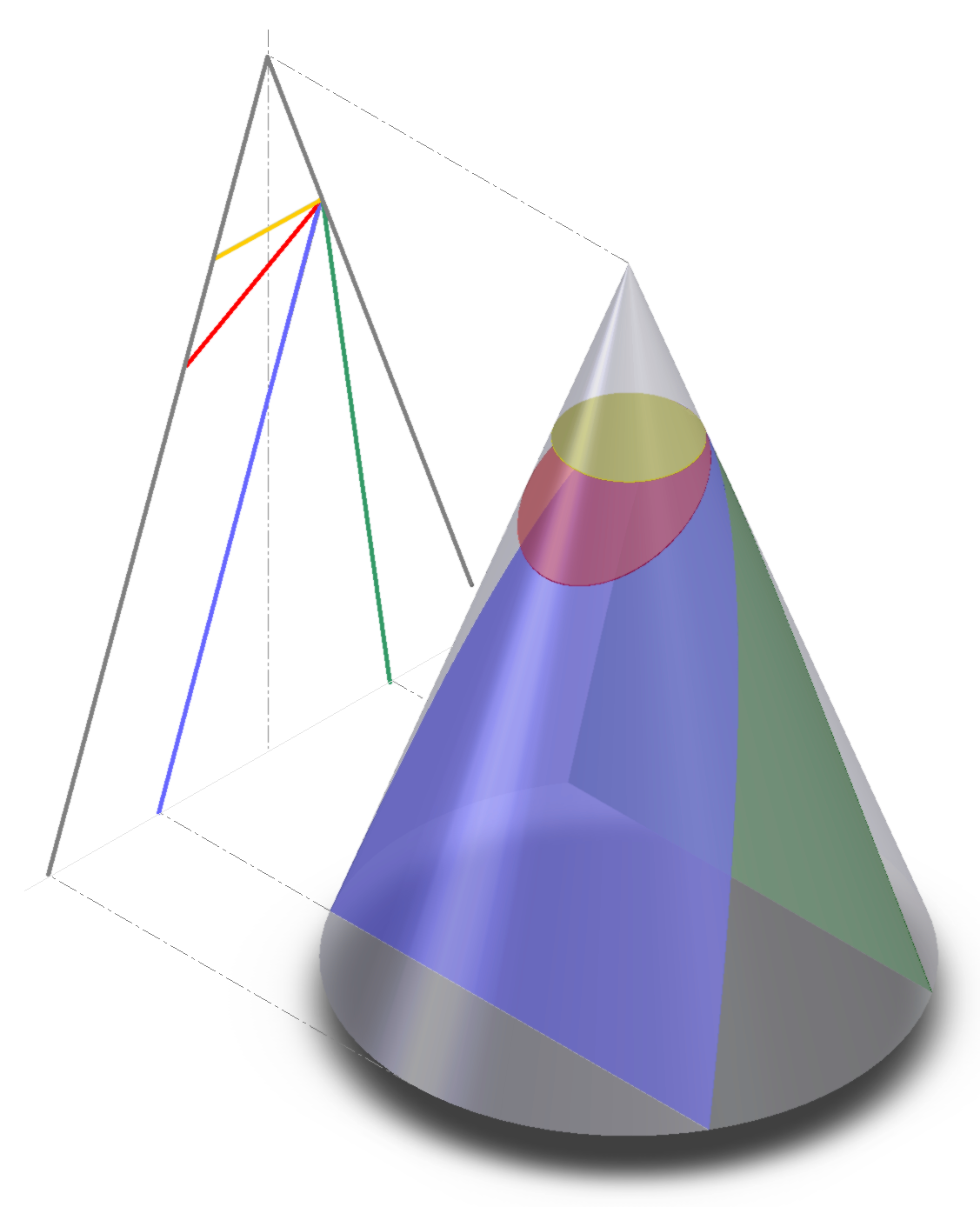
Kúpszeletek

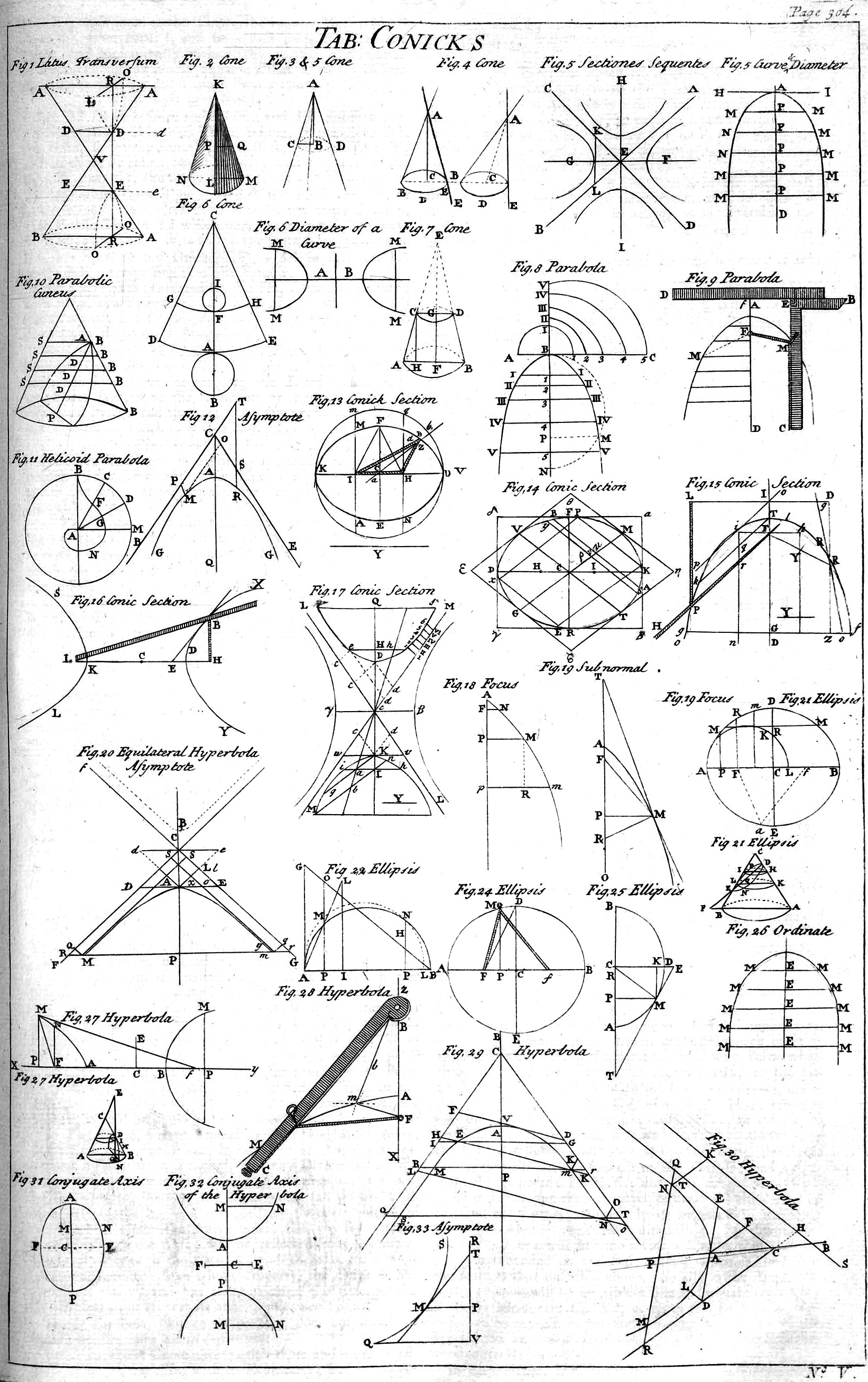
Kúpszeletek táblázata, Cyclopaedia, 1728

A matematikában a kúpszelet olyan síkgörbe, mely egy kúp, pontosabban egyenes körkúp és sík metszeteként jön létre. A kúpszeleteket már i. e. 200 körül felismerték és nevet adtak nekik, amikor is a pergai Apollóniosz tanulmányozta tulajdonságaikat.

## A kúpszeletek fajtái
Két jól ismert kúpszelet a kör és az ellipszis. Ezek akkor jönnek létre, ha a kúpot metsző sík a kúp egyik alkotójával sem párhuzamos. A kör az ellipszis speciális esete akkor, ha a sík merőleges a kúp tengelyére. Ha a sík párhuzamos egy, a kúpot alkotóban érintő síkkal, a kúpszelet parabola. Végül, ha egy sík a dupla kúp mindkét palástját metszi, a görbe hiperbola.
Egy palást egy adott P pontján át egyetlen sík létezik, ami merőleges tengelyre, tehát a kúp felszínén egyetlen kör tartalmazza a P pontot.
Az alkotó és a tengely által meghatározott síkra merőleges síkok P csúcsú kúpszeleteket metszenek ki, melyek között csak egy parabola van, ám végtelen sok az ellipszis és a hiperbola. A nem ilyen síkok végtelen sok ellipszist, parabolát vagy hiperbolát határoznak meg.

## Elfajult esetek
Elfajult esetek akkor keletkeznek, ha a sík a kúp csúcsán megy keresztül, ebben az esetben az áthatási görbe ponttá, egyenessé, vagy két metsző egyenessé fajul, ezeket az eseteket gyakran nem sorolják a kúpszeletek közé.
(Még két elfajult eset létezik. Ezekhez az szükséges, hogy a kúp maga is elfajult legyen: vagyis, ha a kúpalkotó szöge a tengelyhez képest 90° vagy 0°. Ha ez a szög 90°, a kúp belseje által elfoglalt tér az egész háromdimenziós tér, míg a kúpon kívüli tér mindössze a csúcsponton átmenő, a tengelyre merőleges sík. Ugyanezt a síkot metszősíkként is választhatjuk, ekkor a kúpmetszet az egész sík. Másrészt, ha az alkotó és a tengely szöge 0° és a metszősík párhuzamos a kúptengellyel (de nem tartalmazza azt), nincs metszés.)

## Kúpszeletek mint mértani helyek
Mindegyik kúpszeletet mértani helyként is lehet definiálni, vagyis minden P pontjuknak meghatározott tulajdonságaik vannak:
- Kör: {\displaystyle dist(P,C)=r}, ahol C egy adott pont (a középpont) és r egy adott állandó távolság, (a sugár).
- Parabola: {\displaystyle dist(P,F)=dist(P,L)}, ahol F egy adott pont (a fókusz) és L egy adott egyenes (a direktrix vagy vezéregyenes), mely nem tartalmazza az F fókuszt.
- Ellipszis: {\displaystyle dist(P,A)+dist(P,B)=d}, ahol A,B két nem egybeeső pont (a fókuszok) és {\displaystyle d>dist(A,B)} egy adott állandó távolság (a nagytengely)
- Hiperbola: {\displaystyle |dist(P,A)-dist(P,B)|=d}, ahol A,B két nem egybeeső pont (a fókuszok) és {\displaystyle d<dist(A,B)} egy adott távolság.

A projektív geometriában a kúpszeletek úgy definiálhatók, hogy mindegyik pontjuk egy adott ponttól (fókusz) és egy adott görbétől (direktrix) egyenlő távolságra van.

## Excentricitás
A kört leszámítva az előbbiekkel ekvivalens definíciót adhatunk az excentricitás fogalmának segítségével: a kúpszelet azon pontok mértani helye, melyeknek egy egyenestől (a direktrixtől) és egy ponttól (a fókusztól) való távolságuk aránya állandó. Ez az arány az excentricitás, jele általában kis e.
Bizonyítás: A Dandelin-gömb által meghatározott kör síkja (Dandelin-sík) messe a kúpszelet síkját egy d egyenesben (ha a kúpszelet kör, akkor nem létezik ez az egyenes, minden más esetben igen). A kúpszelet tetszőleges P pontjára {\displaystyle {\frac {PF}{PD}}} arány állandó, ahol F a kúpszelet azon fókusza, ahol a Dandelin-gömb érinti a síkot, D pedig P merőleges vetülete d-re.
{\displaystyle {\frac {PF}{PD}}={\frac {PR}{PD}}}
ahol R a P-t tartalmazó alkotó és a Dandelin-gömb érintési pontja.
{\displaystyle {\frac {PR}{PD}}={\frac {PM/\cos \beta }{PM/\cos \alpha }}={\frac {\cos \alpha }{\cos \beta }}=e}
állandó, ahol M P merőleges vetülete a Dandelin-síkra, α a metsző sík és a kúp tengelye által bezárt szög, β a kúp félnyílásszöge.
Osztályozásuk az excentricitás nagysága szerint:
ha 0<β<90°:
- ha α=90° akkor e=0 és a metszet egy kör vagy egy pont
- ha α>β akkor e<1 és a metszet egy ellipszis vagy egy pont
- ha α=β akkor e=1 és a metszet egy parabola vagy egy egyenes
- ha α<β akkor e>1 és a metszet egy hiperbola vagy egy metsző egyenespár

## Descartes-koordináták
A Descartes-féle derékszögű koordináta-rendszerben egy kétváltozós kvadratikus egyenlet mindig kúpszeletet ír le, és az összes kúpszelet leírható ilyen módon. Az egyenlet alábbi alakú lesz:

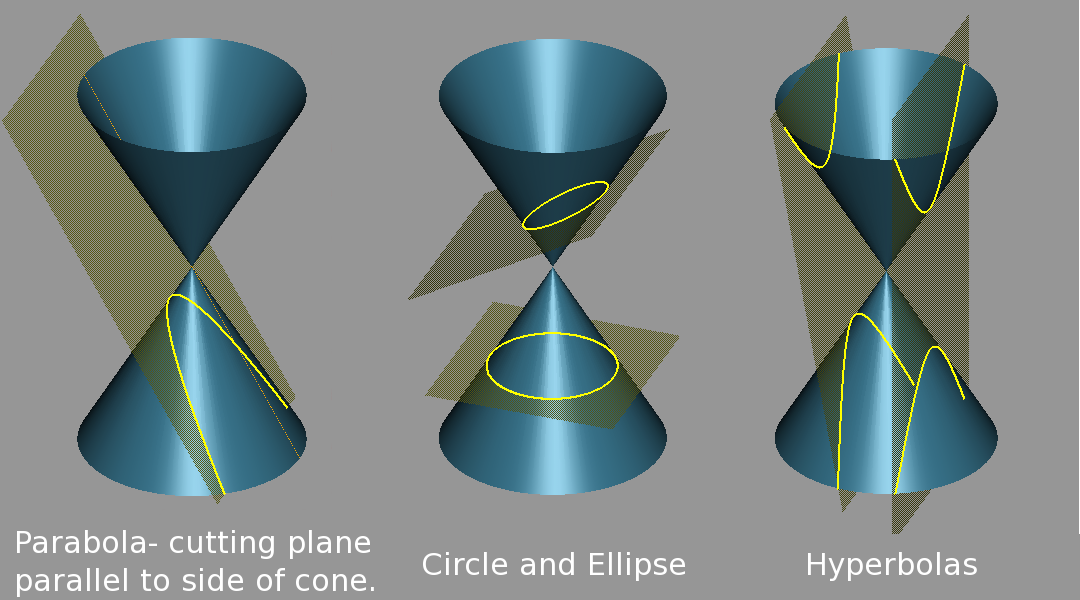
Kúpszeletek származtatásának szemléltetése

{\displaystyle Ax^{2}+Bxy+Cy^{2}+Dx+Ey+F=0\;}
ahol {\displaystyle A}, {\displaystyle B}, {\displaystyle C} nem mind zéró.
ekkor:
- ha {\displaystyle B^{2}-4AC<0}, az egyenlet ellipszist ír le (hacsak a kúp nem elfajult, például {\displaystyle x^{2}+y^{2}+10=0});
  - ha {\displaystyle A=C} és {\displaystyle B=0}, az egyenlet kört ír le;
- ha {\displaystyle B^{2}-4AC=0}, az egyenlet parabolát ír le;
- ha {\displaystyle B^{2}-4AC>0}, az egyenlet hiperbolát ír le;

Megjegyzendő, hogy az A és B csak együtthatók, nem a nagytengely/kistengely hossza.
A koordináta-rendszer megfelelő megválasztásával a kanonikus formába írhatóak át a fenti egyenletek:
- Kör: {\displaystyle x^{2}+y^{2}=a^{2}\,}
- Ellipszis: {\displaystyle {x^{2} \over a^{2}}+{y^{2} \over b^{2}}=1}
- Parabola: {\displaystyle y^{2}=4ax\,}
- Hiperbola: {\displaystyle {x^{2} \over a^{2}}-{y^{2} \over b^{2}}=1}

Ezek az alakok szimmetrikusak az x tengelyre és kör, ellipszis és hiperbola esetén az y tengelyre is.

## Kanonikus alakra hozás
A kanonikus alak kiszámításához először meg kell határozni a görbe típusát.
A másodrendű görbéket a következő alakban szokták megadni: {\displaystyle x^{T}Ax}, ahol x háromdimenziós vektor, és A háromszor hármas mátrix. Az ilyen alakban megadott görbéket is szokás kúpszeleteknek nevezni, pedig a képzetes ellipszis, párhuzamos egyenespár, párhuzamos képzetes egyenespár, valós-ideális
egyenespár, kettős ideális egyenes nem áll elő kúp szeleteként. Ezek a koordináták homogén projektív koordináták, vagyis {\displaystyle (x_{1},x_{2},x_{3})} ugyanazt a vektort adja, mint {\displaystyle (\lambda x_{1},\lambda x_{2},\lambda x_{3})}.
A számításokhoz szükség van a következő mennyiségekre:
- Δ=det(A)
- A33=a bal felső 2 x 2-es mátrix determinánsa
- δ = bal felső 2 x 2-es mátrix nyoma
- Γ2 = δ2 − 4A33.

### Centrális kúpszeletek
Ha A33 ≠ 0, akkor a kúpszelet centrális. Ekkor a projektív sík ideális egyenesének a kúpszeletre vett pólusa közönséges pont. Ha [A13,A23,A33] =(adj A)[0, 0, 1]T, akkor a kúpszelet középpontja (A13/A33). Ezt az origóba eltolva az A mátrix bal felső kétszer kettes része változatlan marad, míg a harmadik sor és oszlop az átlóban levő eleme kivételével kinullázódik, és az abban levő érték Δ/A33.
Ezután egy alkalmasan választott szöggel elforgatva már diagonális mátrixot kapunk, ahol a főátlóban levő értékek (u, v, 1), ahol is a − (δ ± Γ)·A33/2detA értékek egyike a v, és a másika az u.
- Ha u és v is pozitív, akkor a kúpszelet ellipszis, és a szokásos választás u ≤ v
- Ha u és v is negatív, akkor a kúpszelet képzetes ellipszis, és a szokásos választás u ≥ v
- Ha u és v előjele különböző, akkor a kúpszelet hiperbola, és a szokásos választás u > 0 > v.

Ellipszis esetén az ux2 + vy2 = 1 egyenlet átvihető a
{\displaystyle {\frac {x^{2}}{a^{2}}}+{\frac {y^{2}}{b^{2}}}} alakba,
ahol
{\displaystyle a={\sqrt {\frac {2|\mathrm {det} A|}{A_{33}(|\delta |-\Gamma )}}}} és
{\displaystyle b={\sqrt {\frac {2|\mathrm {det} A|}{A_{33}(|\delta |+\Gamma )}}}}
Képzetes ellipszis esetén a képletek ugyanezek.
Hiperbola esetén:
{\displaystyle a={\sqrt {\frac {2|\mathrm {det} A|}{A_{33}(|\delta '|+\Gamma )}}}}
és
{\displaystyle b={\sqrt {\frac {2|\mathrm {det} A|}{A_{33}(|\delta '|-\Gamma )}}}}
ahol {\displaystyle \delta '=|\delta |\operatorname {sgn} \det A}
Ha A33=0, akkor a kúpszelet elfajuló. Ekkor a mátrix diagonalizálható, és a diagonális alakban az utolsó szám a nulla. Jelölje a másik két számot u és v! Ekkor a mátrix átskálázható, és konstans szorzó erejéig u és v értéke (δ±Γ)/2.
- Ha u és v előjele azonos, akkor a kúpszelet képzetes egyenespár valós metszésponttal, és a szokásos választás u ≥ v > 0, u−1 + v−1 = 1
- Ha u és v előjele különböző, akkor a kúpszelet valós metsző egyenespár, és a szokásos választás u > 0 > v; u ≤ |v|, u + |v| = 1

Képzetes egyenespár valós metszésponttal esetén a kanonikus alak az ellipsziséhez hasonló:
{\displaystyle {\frac {x^{2}}{a^{2}}}+{\frac {y^{2}}{b^{2}}}=0}
emiatt ezt a kúpszeletet pontellipszisnek is hívják.
Ebben az alakban
{\displaystyle a={\sqrt {{\frac {1}{2}}\left(1+{\frac {\Gamma }{\delta }}\right)}}}
és
{\displaystyle b={\sqrt {{\frac {1}{2}}\left(1-{\frac {\Gamma }{\delta }}\right)}}}
Valós metsző egyenespár esetén a kanonikus alak a hiperboláéhoz hasonló:
{\displaystyle {\frac {x^{2}}{a^{2}}}-{\frac {y^{2}}{b^{2}}}=0}
Ebben az alakban
{\displaystyle a={\sqrt {{\frac {1}{2}}\left(1+{\frac {|\delta |}{\Gamma }}\right)}}}
és
{\displaystyle b={\sqrt {{\frac {1}{2}}\left(1-{\frac {|\delta |}{\Gamma }}\right)}}}

### Tengelyes kúpszeletek
Ha A33 = 0, akkor a kúpszelet tengelyes. Vezessük be a következő jelölést: Π = -δΔ.
Hogyha A determinánsa nem nulla, akkor a kúpszelet parabola, egyébként pedig valamilyen egyenespár.
- Parabola esetén δ ≠0, Π > 0 és δ és Δ előjele különböző. A parabola mátrixa egy egy mellékátlós szimmetrikus mátrixba vihető át, ahonnan 1/δ-t kiemelve a mellékátló középső értéke 1, a többi {\displaystyle -p=-{\frac {\sqrt {\Pi }}{\delta ^{2}}}}
- Párhuzamos egyenespár esetén ki kell számítani az {\displaystyle {\frac {A_{11}+A_{22}}{\delta ^{2}}}} mennyiséget.
  - Ha ez a mennyiség pozitív, akkor a kúpszelet képzetes párhuzamos egyenespár
  - Ha ez a mennyiség negatív, akkor a kúpszelet valós párhuzamos egyenespár
  - Ha ez a mennyiség nulla, akkor a kúpszelet kettős egyenes

A valós-ideális egyenespár kanonikus alakja x = 0, és a kettős ideális egyenes egyenlete már eleve kanonikus alakban van.

## Polárkoordináták

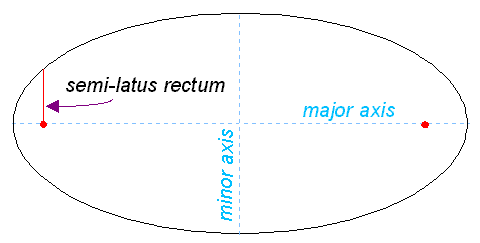
Fókuszon átmenő, nagytengelyre merőleges húr fele (Semi-latus rectum) ellipszis esetében. (Major axis=nagytengely, minor axis=kistengely)

A fókuszon átmenő, nagytengelyre merőleges húr felét általában l-lel jelölik. Ezt viszonyítják az a fél nagytengelyhez és a b fél kistengelyhez a {\displaystyle al=b^{2}}, vagy {\displaystyle l=a(1-e^{2})} képlettel.
Polárkoordinátákkal egy kúpszelet a következő egyenlettel adható meg, ha az origó az egyik fókuszban van, a másik pedig, ha létezik, az x tengely pozitív részén:
{\displaystyle r={l \over (1-e\cos \theta )}}.
Mint fent, körre e = 0, ellipszisre 0 < e < 1, parabolára e = 1 és hiperbolára e > 1.

## Sajátságok
A kúpszeletek mindig „simák”. Ez pontosabban azt jelenti, hogy soha nincs inflexiós pontjuk, a vonalukban sehol nincs „öböl”. Ez fontos sok alkalmazásnál, például az aerodinamikában, ahol sima felületek szükségesek a lamináris áramlás biztosításához és a turbulencia elkerüléséhez.

## Alkalmazások
A kúpszeletek fontosak az asztronómiában: két, egymást kölcsönösen vonzó test pályája kúpszelet, ha a tömegközéppontjukat nyugalomban lévőnek tekintjük. Ha visszatérő pályájuk van, úgy annak alakja ellipszis, ha eltávolodnak egymástól, akkor a pálya parabola vagy hiperbola alakú. (Kéttest-probléma.)
Az optikában a tükrös távcső vagy a fényszóró tükre forgási paraboloid, vagyis olyan felület, mely úgy származtatható, hogy egy parabolát tengelye körül megforgatunk.